# Gaetano Magazzari
Gaetano Magazzari (Bologna, 1808 – Rome, 27 maart 1872) was een Italiaans componist, muziekpedagoog, cellist, contrabassist, pianist en organist.

## Levensloop
Magazzari studeerde aan het Liceo Musicale, de voorloper van het Conservatorio di Musica "Giovan Battista Martini" in Bologna, bij Carlo Parisini (cello en contrabas) alsook bij Benedetto Donelli (piano, orgel en contrapunt). Hij was als muziekpedagoog werkzaam, tot zijn leerlingen behoort de pianiste en componiste Maria Luigia Pizzoli. Als componist werd hij vooral bekend door het schrijven van een groot aantal patriottische liederen en hymnes tijdens het Risorgimento. 

## Composities

### Werken voor orkest
- Sinfonia

### Werken voor banda (harmonieorkest)
- 1846 Primo inno popolare, voor unisono koor en harmonieorkest - tekst: Gaetano Bonetti
- 1846 Il primo giorno dell'anno ("Del nuov' anno gia l'alba primiera") in Es majeur populaire hymne - tekst: Filippo Meucci - uitgevoerd in Rome op 1 januari 1847 op de grote Piazza del Quirinale in de hoop op geluk voor het nieuwe jaar toegewijd aan Paus Pius IX[1]
- 1847 Il XXI aprile, natale di Roma ("Eri seduta, levati") in Es majeur, populaire hymne - tekst: Pietro Sterbini
- 1847 Il vessillo offerto dai bolognesi ai romani ("Scuoti, Italia, i tuoi ceppi servili") in Bes majeur, popolaire hymne - tekst: Pietro Sterbini
- 1848 Album di inni popolari: No. 4 - L'amnistia data dal sommo Pio IX ("Viva, viva, cantiamo festosi") in Es majeur, voor gemengd koor en harmonieorkest - tekst: Gaetano Bonetti
- 1848 Album di inni popolari: No. 5 - Il canto degli amnistiati ("Leviam canto di gioja, o fratelli") in Bes majeur, voor gemengd koor en harmonieorkest - tekst: Gaetano Bonetti
- 1848 Album di inni popolari: No. 6 - Inno della Guardia Nazionale di Roma ("Viva il Grande che al nostro corragio") in Bes majeur, voor samenzang en harmonieorkest - tekst: Filippo Meucci
- 1848 Inno siciliano dedicato alla Guardia Civica Romana - tekst: Pietro Sterbini
- 1850 Inno popolare romano
- All'armi, voor samenzang en harmonieorkest - tekst: F. Dall'Ongaro
- Grande Galoppa, voor harmonieorkest - opgedragen aan Maria Christina van Bourbon-Sicilië (1806-1878)
- Inno a sua santità Pio 11. per la conciliazione, voor gemengd koor (of samenzang) en harmonieorkest - tekst: Raffaello Cioni
- Inno guerriero italiano - - tekst: Filippo Meucci
- Inno popolare estemporaneamente, voor gemengd koor en harmonieorkest - tekst: Gaetano Bonetti
- Inno subalpino - tekst: Francesco Guidi

### Missen en andere kerkmuziek
- Ave Maria, voor sopraan, tenor, bas en piano (of orgel), op. 20
- Laudate Pueri, voor sopraan, contra-alt, tenor, 2 bassen en orkest
- Messa Solenne, voor sopraan, contra-alt, tenor, bas en orkest
- Salmo Confitebor, voor sopraan, contra-alt, tenor, bas en orkest

### Muziektheater

#### Opera's
| Voltooid in | titel       | aktes       | première                            | libretto        |
| ----------- | ----------- | ----------- | ----------------------------------- | --------------- |
| 1847        | La tirolese | 3 bedrijven | herfst 1847, Rome, Teatro Carignano | Francesco Guidi |

#### Toneelmuziek
- Elisa di Coira, romantisch drama in 3 bedrijven - première: 1857 in Barcelona

### Vocale muziek

#### Cantates
- 1855 Il cinque maggio, allegorische cantate voor vier vocale solisten, gemengd koor en orkest - tekst: Alessandro Manzoni - opgedragen aan Napoleon III

#### Werken voor koor
- 1864 Addio di Garibaldi all'Inghilterra, voor gemengd koor en piano[2] - tekst: Alessandro Gavazzi
- 1871 Roma a Vittorio Emanuele II Re d'Italia, populaire hymne voor unisono koor - tekst: Domenico Gnoli
- Inno italiano per festeggiave le Costituzioni Italiane, voor unisono of gemengd koor en piano - tekst:
- La margherita dei cuori, voor gemengd koor (of samenzang) en piano - tekst: Alessandro Gavazzi - opgedragen aan Margaretha van Savoye (1851-1926)

#### Liederen
- 1842 Quartetto, voor 2 sopranen, tenor, bas met begeleiding van een piano - tekst: Properzia De Rossi del Conte Olivo Gabardi
- 1845 Saffo, romance
- 1847 Festa musicale d'ini e canti popolari
- 1848 Ispirazioni melodiche, voor zangstem en piano 
  1. Il pianto dell'Esule, Romance - tekst: Felice Romani
  2. La vedova - tekst: Felice Romani
  3. I due amori, barcarole voor 2 sopranen en piano - tekst: Francesco Guidi
  4. La costanza - tekst: Carlo Matthey
  5. È spenta, romance - tekst: Francesco Guidi
- 1850 La rimembranza, Romance voor bariton en piano
  1. La rimembranza - tekst: Carlo Matthey
  2. L' orfanello - tekst: Teodoro Pateras
- 1858 Due sul sasso, Romance voor zangstem en piano
- 1865 Taci, non dirmi il vero, voor zangstem en piano - tekst: Pietro Metastasio
- Album per canto, voor zangstem en piano, op. 19
  1. Alla luna
  2. Il giglio
  3. Il desiderio
  4. La rosa
  5. La mestiria
  6. L'addio ad annetta
- All'armi, voor zangstem en piano - tekst: F. Dall'Ongaro
- Canto di guerra - musica del cittadino
- La serenata, voor zangstem en piano
- Melodia sopra i versi di Dante Noi leggevamo un giorno per diletto, voor zangstem en piano

### Kamermuziek
- 1842 Gran Quartetto Romantico, voor klarinet, cello en 2 piano's, op. 16 - opgedragen aan Maria Christina van Bourbon-Sicilië (1806-1878)
- 1848 La Santa Bandiera, Marcia Romana voor harp en piano

### Werken voor piano
- 1844 Un' Ora ad Euterpe : tre divertimenti variati coi numeri per le dita, op. 9
  1. Tema di Bellini
  2. Tema di Rossini
  3. Tema di Coppola
- 1845 Tre pensieri melodici, op. 18
- 1846 Il folletto, scherzo voor piano vierhandig, op. 11
- 1851 Melodia, eleganza e sentimento, 8 stukken voor piano, op. 30
- Due danze variate, op. 31 
  1. La fidanzata
  2. L'Imeneo
- Fantasia sulla romanza nell'Otello
- Fuga a 5 Voci
- L' Ingenuità : introduzione e variazione per pianoforte sopra il tema "Ah! perchè non posso odiarti" di Bellini, op. 8